# Chiesa di Santa Maria Assunta (Fasano)
La chiesa di Santa Maria Assunta è una chiesa di Fasano, in provincia di Brindisi.
Situata sul fianco destro della chiesa matrice è una piccola chiesa barocca, con campanile con coronamento "a cipolla". Venne edificata nel 1727 su sottoscrizione di re Ferdinando IV.
Nel 1999 è stata integralmente restaurata.
L'altare principale è dedicato alla Madonna Assunta in Cielo, con un gruppo scultoreo di angeli. Le nicchie laterali custodiscono le statue di San Vincenzo, dell'Addolorata, di Santa Rita e di Gesù morto (statua portata in processione durante i riti della Settimana Santa).
Fra i dipinti su tela conservati ci sono: una Presentazione di Gesù Bambino al Tempio, la Visita di Maria a Elisabetta, Maria in ritiro al Tempio, l’Annunciazione, le Anime purganti e Maria Assunta (alcune opere molto probabilmente provengono dalla ormai distrutta chiesa della Madonna del Castello).